# チュッ! 夏パ〜ティ
「チュッ! 夏パ〜ティ」（チュッ なつパーティ）は、三人祭のシングル。2001年7月4日発売。

## 概要
- モーニング娘。、カントリー娘。、ココナッツ娘。、メロン記念日、平家みちよ、松浦亜弥の計20人をシャッフルし結成された三人祭（加護亜依、石川梨華、松浦亜弥）のシングル。尚、松浦はこの時歌手デビュー3ヶ月目だった。
- 他のシャッフルユニットである7人祭のシングル『サマーれげぇ!レインボー』、10人祭のシングル『ダンシング! 夏祭り』と同日発売され、勝負の行方が注目された。結果、三人祭がオリコン初登場5位、7人祭が6位、10人祭が7位という結果となった。シングル総売上のほうも三人祭、7人祭、10人祭の順となった。
- テレビ東京系「アイドルをさがせ!」オープニング・テーマ。

## 収録曲
全作詞・作曲：つんく　編曲：高橋諭一
1. チュッ! 夏パ〜ティ (3:54)
2. HELLO! また会おうね (三人祭 version) (3:33)
3. チュッ! 夏パ～ティ(Instrumental) (3:52)

## 参加ミュージシャン
チュッ! 夏パ〜ティ
- ボーカル&キューティーボイス：三人祭
- ギター&プログラミング：高橋諭一
- コーラス&パーティボイス：つんく

HELLO! また会おうね (三人祭 version)
- ボーカル&クラップ&トーク：三人祭
- ギター&シェイカー&プログラミング：高橋諭一
- ギター&タンバリン：生方信堂
- ギタレレ：橋本慎
- リコーダー&ピアニカ&トランペット：根岸政朗
- リコーダー：大澤弘道

## カバー
- 徳永千奈美・夏焼雅・熊井友理奈（Berryz工房） - ミニアルバム『③夏夏ミニベリーズ』（2006年7月5日発売）に収録。
- スマイレージ - シングル「有頂天LOVE」（2011年8月3日発売）通常盤に収録。
- くぴぽ - トリビュートアルバム『シューティング スター』（2024年11月11日発売）に収録。